# احمد الداعوق
احمد الداعوق (عربی: أحمد بيك الداعوق؛ ۱۸۹۲ – ۲۴ اوت ۱۹۷۹) سیاست‌مدار اهل لبنان بود. وی دو بار از ۱ دسامبر ۱۹۴۱ تا ۲۶ ژوئیه ۱۹۴۲ و از ۱۵ مه ۱۹۶۰ تا ۳ ژوئیه ۱۹۶۰ نخست‌وزیر این کشور بود.
احمد الداعوق در ۲۴ اوت ۱۹۷۹، در سن ۸۷ سالگی درگذشت.
وی همچنین برندهٔ جوایزی همچون لژیون دونور (صلیب بزرگ) شده‌است.